# كريس ويرتز
كريس ويرتز هو متزلج فني كندي، ولد في 12 ديسمبر 1969 في ثاندر باي في كندا.

## وصلات خارجية
- كريس ويرتز على موقع الاتحاد الدولي للتزلج (الإنجليزية)
- كريس ويرتز على موقع أوليمبيديا (الإنجليزية)